# Vorfilm
Als Vorfilm bezeichnet man einen in der Regel kurzen Film, der im Kino vor dem eigentlichen Hauptfilm gezeigt wird.

## Geschichte
Die Geschichte des Vorfilms reicht zurück bis in die Zeit vor dem Zweiten Weltkrieg. Man nutzte die Zeit vor dem Hauptfilm, um Wochenschauen zu zeigen, die den Stellenwert heutiger Fernsehnachrichten hatten. Dazu kamen Kulturfilme, Trailershows und Kurzfilme. Es gehörte zum festen Rhythmus des Kinogangs, einen oder auch mehrere Vorfilme zu sehen.
Der Vorfilm bot Filmemachern die Möglichkeit, sich mit Kurzfilmen einem breiten Publikum zu präsentieren. Viele Filmproduzenten schickten ihren Filmen jedoch auch eigens produzierte Vorfilme voraus. So entstanden zum Beispiel in den Vereinigten Staaten der 1930er und 1940er Jahre die kurzen Cartoons von Disney, den Warner Brothers und MGM anfangs ausschließlich für die Verwendung als Vorfilm im Kino. Dazu gehörten auch die Kriegs-Cartoons, in denen bekannte Trickfilmfiguren Kriegspropaganda betrieben. Auch nach dem Krieg lebten Vorfilm und Wochenschau als ein fester Bestandteil der Kino-Kultur fort.

### Der Vorfilm im Dritten Reich
Im nationalsozialistischen Deutschland wurden Vorfilme und insbesondere die Wochenschauen massiv zu Propaganda-Zwecken genutzt. Viele Menschen wehrten sich dagegen, indem sie im Kino-Foyer auf das Ende der Vorfilme warteten und erst zum Hauptfilm den Saal betraten. Um das zu unterbinden, machte das Reichs-Propaganda-Ministerium den Kinobesitzern die Vorschrift, die Türen des Saals schon zu Beginn des Vorfilms zu schließen und später Kommenden keinen Eintritt mehr zu gewähren.

## Heute
Mit dem Siegeszug des Fernsehens begann der schrittweise kommerzielle Niedergang der Kinos. Kinobetreiber verzichteten zunehmend auf Vorfilme und zeigen stattdessen nur noch Werbung und Filmtrailer. Das ermöglicht einerseits, die Zeit vor dem Hauptfilm gewinnbringend zu vermarkten. Andererseits verringert der Verzicht auf Vorfilme die Gesamtdauer der Kinovorstellung, so dass mehr Vorstellungen pro Tag gegeben werden können.
Heute ist der Vorfilm in seiner klassischen Form in kommerziellen Kinos beinahe ausgestorben. Allein im Bereich des Animationsfilms gibt es noch Film-Produzenten, die sich den Luxus eines Vorfilms erlauben. Disney produziert auch heute noch gelegentlich kurze Vorfilme wie zum Beispiel The Prince and the Pauper (1990). Der Monty-Python-Film The Meaning of Life von 1983 hat einen Vorfilm, auf den später im Hauptfilm Bezug genommen wird. Tim Burton schickte seinem Film Nightmare Before Christmas (1993) gleich zwei selbst gedrehte Vorfilme voraus. Nick Parks Film Wallace & Gromit: Auf der Jagd nach dem Riesenkaninchen (2005) ging der Vorfilm Die Madagascar-Pinguine in vorweihnachtlicher Mission voraus. Das Animationsstudio Pixar produziert traditionell für jeden seiner Kinofilme auch einen Vorfilm.
Auch in Unikinos erleben Vorfilme ein Comeback. Dabei werden bevorzugt Regiearbeiten von Studenten von Filmhochschulen gezeigt.